# كريسوبوليس
كريسوبوليس بلدية في ولاية باهيا في منطقة شمال شرق البرازيل.